# 急性吉本炎
『急性吉本炎』（きゅうせいよしもとえん）は、1995年4月6日から同年9月28日までTBS系列など一部の放送局で毎週木曜深夜に放送されていた、主に関東ローカルのバラエティ番組。
1995年10月4日から1997年3月26日まで同局で放送された『慢性吉本炎』もタイトル以外は同じ内容であるため、ここで扱う。

## 概要
前番組だった『ピッカピカ天然素材!』の後継番組として1995年4月から放送。主に天素メンバー（雨上がり決死隊、バッファロー吾郎など）やその弟分のフルーツ大統領メンバー（COWCOW、ビリジアンなど）、銀座7丁目劇場で活躍してた東京吉本の当時の若手芸人が出演し、過激な内容に体を張って挑むチャレンジ企画や劇場でのネタ見せ、さらには若手芸人同士のコントコーナーなどを中心に放送していたバラエティ番組。コントコーナーでは銀座7丁目劇場や渋谷公園通り劇場での公開収録もあった。その半年後、番組名が『慢性吉本炎』に改題した際は水曜深夜24時代に移動。
番組は基本関東ローカルだったが、中部日本放送やRKB毎日放送、北海道放送などのネット局で遅れて放送されていた。
改題後の1995年12月13日には、ナインティナインが当時出演していた1996年公開の映画『岸和田少年愚連隊』の撮影の模様が放送され、芸人としての顔を見せないナイナイの二人の様子が放送された。
1996年5月22日は、当時TBSビデオ問題の影響による、深夜0時以降のTBSの全番組の放送を自粛してた期間であった為、一周分遅れて放送を行われた。
当時TBSの新人アナウンサーで現在はフリーアナウンサーである小島慶子は、2013年10月5日に放送された『メレンゲの気持ち』(日本テレビ)に出演し、慢性吉本炎時代に出演当時の映像が公開された。毎回自身が出演していたコーナーでは、小島が蛍原に対して軽く毒舌を吐くことが多かった。
ロンドンブーツ1号2号はこの番組内の名物コーナー「BINTA!」で一躍全国区に名前を轟かした。この番組を皮切りにロンブーが素人弄り中心のバラエティ番組が増えるようになる。後番組「マンブー!」はロンブーとモリマンがメインの番組である。なお2021年2月19日放送のロンブーがゲスト出演した『中居正広の金曜日のスマイルたちへ』にて、TBSに残るアーカイブ映像としてこの番組に初出演したときの様子が放送された。

## 出演者
- ナインティナイン（矢部浩之、岡村隆史）
- 吉本印天然素材
  - 雨上がり決死隊（宮迫博之、蛍原徹）
  - FUJIWARA（藤本敏史、原西孝幸）
  - バッファロー吾郎（木村明浩、竹若元博）
  - チュパチャップス（星田英利、宮川大輔）
  - へびいちご（島川学、高橋智）
- フルーツ大統領
  - COWCOW（山田與志、多田健二）
  - ビリジアン（小籔千豊、山田知一）
  - スキヤキ（土肥耕平、古高義広）
  - ブラザース（谷口聡、石割博之）
  - おはよう。（芦澤和哉、功刀富士彦）
  - シンドバット（鈴木司、森詩津規）
- 130R（板尾創路、蔵野孝洋）
- ジャリズム（山下栄緑、渡辺鐘）
- 極楽とんぼ（加藤浩次、山本圭壱）
- ロンドンブーツ1号2号（田村淳、田村亮）
- なかよし（坂本大輔、熊本浩武）
- はりけ〜んず（前田登、新井義幸）
- モリマン（増永美穂子、坂上華奈）
- ココリコ（遠藤章造、田中直樹）
- 犬ティッシュ（桑折貴之、植村朋弘）
- ペナルティ（中川秀樹、脇田寧人）
- DonDokoDon（山口智充、平畠啓史）
- ツインカム（島根定義、森永秀康）
- インパクト（増本庄一郎、石原健次、高野信宏）
- ピンポイント（五十嵐治、高瀬厚洋）
- とっかん小僧（山崎兼太郎、吉村健一郎）
- 桧・友野（桧博明、友野英俊）
- チープスープ（成島敏晴、衛藤幸生）
- 井元由香
- 西野妙子
- 藤沢かりん
- 小島慶子（当時TBSアナウンサー）

など

## 主なコーナー
ナイナイの3時間目→4時間目
ナイナイ単独のコーナー。
ホームランTV
天然素材メンバーによるコントコーナー。吉本新喜劇のようなドタバタコントでもあった。前番組の『ピッカピカ天然素材!』から誕生した「ヤマナカさん」というキャラはここでも登場した。
解体珍書
BINTA!
毎回ロンブーの二人が一般公募で選ばれた素人女性を連れ出し、素人女性が豪華商品を懸けてゲームをする。3枚の内1枚だけカードを引いてもらい、ドクロのカードを引いてしまうとロンブーからビンタを喰らう。コーナー最初期の頃は亮もビンタする側だったが、「優しすぎる」という理由で、主に淳がビンタする係になる。コーナー設立当初は普通ぐらいの強さのビンタを行ってたが、次第にビンタの力も強くなる。このコーナーでロンブーは全国区に名を連ね、所謂素人イジリの元祖とも言えるコーナーであった。この企画の誕生の発端は宮迫が企画会議の際に「最近のコギャル何かムカつくなぁ、ビンタしてやりたいなぁ」と発言したことが理由。このためコーナーは当初雨上がりがやる予定であったが、宮迫が「俺がやってしまうとマジでビンタしてしまうから可哀想や、誰か銀座7丁目でコギャルに人気ある奴って誰?」という一言でピンチヒッターとして白羽の矢が立ったのがロンブーだった。この時宮迫は後輩にブレイクのチャンスを与えてしまい、当時TVでロンブーが活躍しているのを観て「クソが...」と後悔したと語っていた。
雨上がり決死タイム
7丁目カウントダウン
銀座7丁目劇場に出演してる芸人で、視聴者からの葉書や観客からの投票で様々なランキングを決めるコーナー。
ザ・ベストイテン
『ザ・ベストテン』のパロディー。司会進行を蛍原と当時TBSの新人アナウンサーだった小島慶子がアシスタントを務め、日常での色々な痛いことを（例：「マイクが頭にガン!!」、「爆竹がバーン!!」など）宮迫と高橋智（へびいちご）がコントにしてランキング方式でベスト5まで紹介する。時折何回かNGが出ることもあった。
たの4い?
末期の1996年10月23日にスタート。雨上がり決死隊とジャリズムによる色々なことで遊ぶコーナー。
上京物語
当時吉本興業の若手ユニットフルーツ大統領の6組が簡単なゲームをして、勝った1組だけがネタが出来る。ネタ見せの場所は主に渋谷公園通り劇場で行われた。
シブヤパラダイス
ココリコやモリマン、ペナルティやなかよしなどの当時の東京吉本の若手による合同コント。
天然どうぶつ劇場
ナイナイ、雨上がりが抜け、天素から「天然劇場」へとグループ名を改名後のコーナー。天然劇場の4組がぬいぐるみを着用しながらコントを披露。コント披露するまでの修行の模様を一つのコーナーとして数回放送。
何でもいいからやりまSHOW
吉本の若手芸人らが、コーナー名通りの様々な企画（フルーツバスケットなど）に挑戦。
など他多数。

## エンディングテーマ
慢性吉本炎時代
- 横山輝一 /「show-white-snow」
- So What? /「一発かましたれ」
- 風戸まどか /「会えない夜でも感じてる」
- フルーツ大統領 /「僕らのうた」

## スタッフ
- 構成：柏田眞史
- プロデューサー：園田憲
- ナレーター：中村尚子
- 美術協力：フジアール
- 技術協力：八峯テレビ
- 制作協力：吉本興業
- 製作著作：TBS